# Кошия (сорт груш)
 'Кошия'  (также известный, как  'Эрколина'  (итал. Ercolina)  или  'Эрколини'  (итал. Ercolini или итал. Hercolini) или  'Хумилья'  (исп. Jumilla)) — сорт груши обыкновенной. 

## История и распространение
Старинный аборигенный сорт груши, происходящий из Италии, где упоминается с XVI века, а выведен был, вероятно, ранее. Наиболее активно культивируется в Италии, Испании и на юге Франции. Особенно славятся груши этого сорта, происходящие из окрестностей города Хумилья в испанском регионе Мурсия, где они известны (по названию города) как груши 'Хумилья' (исп. Jumilla). В окрестностях Хумильи под выращивание груш этого сорта занято 932 гектара земли. 

## Описание
Раннеспелый (для Южной Европы) сорт — плоды созревают уже во второй половине июля. Плоды достаточно округлые по форме, «грушевидность» выражена умеренно. Кожура тонкая, желтовато-зеленоватая, с красноватыми пятнами. Мякоть белая, очень сочная, ароматная и сладкая. Спелые груши этого сорта отлично подходят для употребления в сыром виде.  
На основании груш сорта 'Кошия' при их скрещивании с грушами сорта 'Вильямс' был выведен сорт груш 'Санта-Мария', популярный в Аргентине и Италии.